# Ricardo Rojas Frías
Ricardo Rojas Frías (* 15. Juni 1955) ist ein ehemaliger kubanischer Boxer im Halbschwergewicht und Bronzemedaillengewinner der Olympischen Sommerspiele 1980 von Moskau.

## Werdegang
Er gewann unter anderem die 7. Zentralamerika- und Karibikmeisterschaften 1976 in Kingston, das 7. Gryf Szczeciński Turnier 1976 in Stettin und das 8. TSC-Turnier 1977 in Berlin.
1980 erreichte er zudem den 3. Platz bei den 22. Olympischen Sommerspielen in Moskau. Nach Siegen gegen Ismail Khalil aus dem Irak (5:0) und Michael Madsen aus Dänemark (4:1), unterlag er im Halbfinale gegen Paweł Skrzecz aus Polen (2:3).